# Wang Zheng (Sportschütze)
Wang Zheng (chinesisch 王正, Pinyin Wáng Zhèng; * 28. April 1979 in Jiangsu) ist ein ehemaliger chinesischer Sportschütze.

## Erfolge
Wang Zheng nahm im Doppeltrap an den Olympischen Spielen 2004 in Athen teil. Mit 137 Punkten zog er als Dritter der Qualifikation ins Finale ein, in dem er weitere 41 Punkte erzielte. Seine 178 Gesamtpunkte reichten aus, um den dritten Platz hinter Ahmed Al Maktum und Rajyavardhan Singh Rathore zu behaupten, sodass er die Bronzemedaille gewann. Bereits 2002 war Wang in Bangkok im Doppeltrap Asienmeister geworden. 2004 in Kuala Lumpur und 2007 in Kuwait belegte er darüber hinaus den dritten Platz.
Wang ist verheiratet.